# 1970년 텔레비전 애니메이션 목록
다음은 1970년에 방송된 텔레비전 애니메이션이다.

## 일본
| 제목                    | 화수 | 방송 기간 | 채널         | 비고 |
| ----------------------- | ---- | --------- | ------------ | ---- |
| 장난천사 칫포짱         |      | 1970년    | 후지TV       |      |
| 동물마을이야기          |      | 1970년    | NET          |      |
| 내일의 죠               |      | 1970년    | 후지TV       |      |
| 폭발 고로               |      | 1970년    | TBS          |      |
| 기대하세요 아니메 극장  |      | 1970년    | 후지TV       |      |
| 해치의 모험             |      | 1970년    | 후지TV       |      |
| 붉은 피의 일레븐        |      | 1970년    | 니혼TV       |      |
| 논픽션 아워 일본탄생    |      | 1970년    | 니혼TV       |      |
| 기린만물대학 만화인물사 |      | 1970년    | 마이니치방송 |      |
| 남자와 바보! 고시엔     |      | 1970년    | 니혼TV       |      |
| 퀵의 귀신               |      | 1970년    | TBS          |      |
| 심술쟁이 할머니         |      | 1970년    | 요미우리TV   |      |
| 이나캇페 대장           |      | 1970년    | 후지TV       |      |
| 노라쿠로                |      | 1970년    | 후지TV       |      |
| 우리들 샐러리맨 작전    |      | 1970년    | 후지TV       |      |
| 인어공주 나나           |      | 1970년    | NET          |      |

## 참고 문헌
- 야마구치 야스오 (2005). 《일본 애니메이션 역사》. 미술문화. 215-216쪽.